# Kvízvilágbajnokság
A Kvízvilágbajnokság egy egyéni kvízverseny, amit az International Quizzing Association – egy angliai központú nonprofit szervezet rendez. A versenyt évente rendezik meg 2003 óta, mindig június-július környékén. A résztvevők és a részt vevő országok száma évről évre nő. Az aktuális világbajnok, az angol Kevin Ashman 2006-ban harmadszor nyerte el a címet.

## A verseny története

### 2003
Az első versenyt 2003-ban a Quizzing.co.uk weboldal szervezésében a Villa Park stadionban, az Aston Villa otthonában, Birmingham-ben tartották. Ötven játékos vett rajta részt, akik egy maroknyi, főleg brit nemzetet képviseltek. A győztes Olav Bjortomt lett.

### 2004
2004-ben, az International Quizzing Association (IQA), avagy a Nemzetközi Kvíz Szövetség megalakulása után az eseményt párhuzamosan 5 országban tartották meg: Anglia, ahol több más ország résztvevői is megjelentek, például Írország), Belgium (résztvevőkkel Hollandiából), Észtország, India, és Malajzia. Több mint 300-an vettek részt, az angol fordulót az Old Trafford stadionban rendezték.

### 2005
A 2005-ös esemény további jelentős fejlődést hozott a világbajnokság történetében, nem elhanyagolható módon egy nagy szponzor fellépésének következtében. A következő országok vettek részt először: Ausztrália, Finnország, Indonézia, Norvégia és Szingapúr. Kialakult a nyolc témakör, melyek a következőek: Kultúra, Szórakozás, Történelem, Életmód, Média, Tudomány, Sport-Játék, valamint Világ. Minden versenyzőnek csak a 7 legjobb eredménye számít bele a végeredménybe, a nyolcadik azonos pontszám esetén dönt. A nyolc témakört 7 ország (Belgium, Anglia, Észtország, Finnország, India, Írország és Norvégia) versenyzői nyerték meg (igaz, többször holtversenyben), ami azt jelzi, hogy a kérdések igazán nemzetköziek voltak.
A rendezők erőfeszítései a nők részvételének erősítésére elnyerte jutalmát: a norvég Trine Aalborg nyerte az Életmód témakört, míg a horvát Dorjana Sirola (aki egyébként harmadik lett az angliai fordulóban, amelyet most a Silverstone-i versenypályán rendeztek) összetettben hatodik lett. Indiában egy másik hölgy, Debashree Mitra lett a helyi összetett harmadik helyezett.

### 2006
2006-ban több mint 15 helyszínen tartották meg az eseményt. Először rendezett fordulót Litvánia, Németország, Svájc, Libéria és Srí Lanka. Egyéb országok, amelyek képviselői a fenti helyszíneken vettek részt: USA, Ausztrália, Oroszország, Szingapúr, Franciaország, és idén először Magyarország. A magyar résztvevő, Bertalan Zsolt Angliában versenyezve a 318. helyet szerezte meg. A világbajnoki címet harmadszor egymás után Kevin Ashman nyerte.
1. Kevin Ashman (Egyesült Királyság)
2. Pat Gibson (Írország)
3. Nico Pattyn (Belgium)
4. Marc Van Springel (Belgium)
5. Olav Bjortomt (Egyesült Királyság)
6. Ronny Swiggers (Belgium)
7. Dorjana Sirola (Horvátország, a legelőkelőbb helyezésű nő)

### 2007
Először rendezik meg Magyarországon is a Kvízvilágbajnokságot. Most lép be a versengésbe az USA és Kanada is!

## A nyertesek névsora
- 2003 Olav Bjortomt, Egyesült Királyság
- 2004 Kevin Ashman, Egyesült Királyság
- 2005 Kevin Ashman, Egyesült Királyság
- 2006 Kevin Ashman, Egyesült Királyság
- 2007 Pat Gibson, Írország
- 2008 Mark Bytheway, Egyesült Királyság
- 2009 Kevin Ashman, Egyesült Királyság
- 2010 Pat Gibson, Írország
- 2011 Pat Gibson, Írország

Pat Gibson és Nico Pattyn (Belgium) 2004-ben, 2005-ben és 2006-ban is a második és a harmadik helyet szerezte meg.

## Külső hivatkozások
- Eredmények Archiválva 2007. március 11-i dátummal a Wayback Machine-ben
- IQA Nagy-Britannia Archiválva 2011. február 2-i dátummal a Wayback Machine-ben
- Bertalan Zsolt élménybeszámolója[halott link]
- A 2007-es kvízvilágbajnokság magyar oldala
- A 2008-as kvízvilágbajnokság magyar oldala